# Braço do Norte (ort)
Braço do Norte är en ort i Brasilien.   Den ligger i kommunen Braço do Norte och delstaten Santa Catarina, i den södra delen av landet, 1 400 km söder om huvudstaden Brasília. Braço do Norte ligger 69 meter över havet och antalet invånare är 22 374.
Terrängen runt Braço do Norte är huvudsakligen kuperad, men den allra närmaste omgivningen är platt. Braço do Norte ligger nere i en dal. Runt Braço do Norte är det ganska tätbefolkat, med 96 invånare per kvadratkilometer.. Närmaste större samhälle är São José, 7,0 km norr om Braço do Norte.
Omgivningarna runt Braço do Norte är en mosaik av jordbruksmark och naturlig växtlighet.